# Skobell

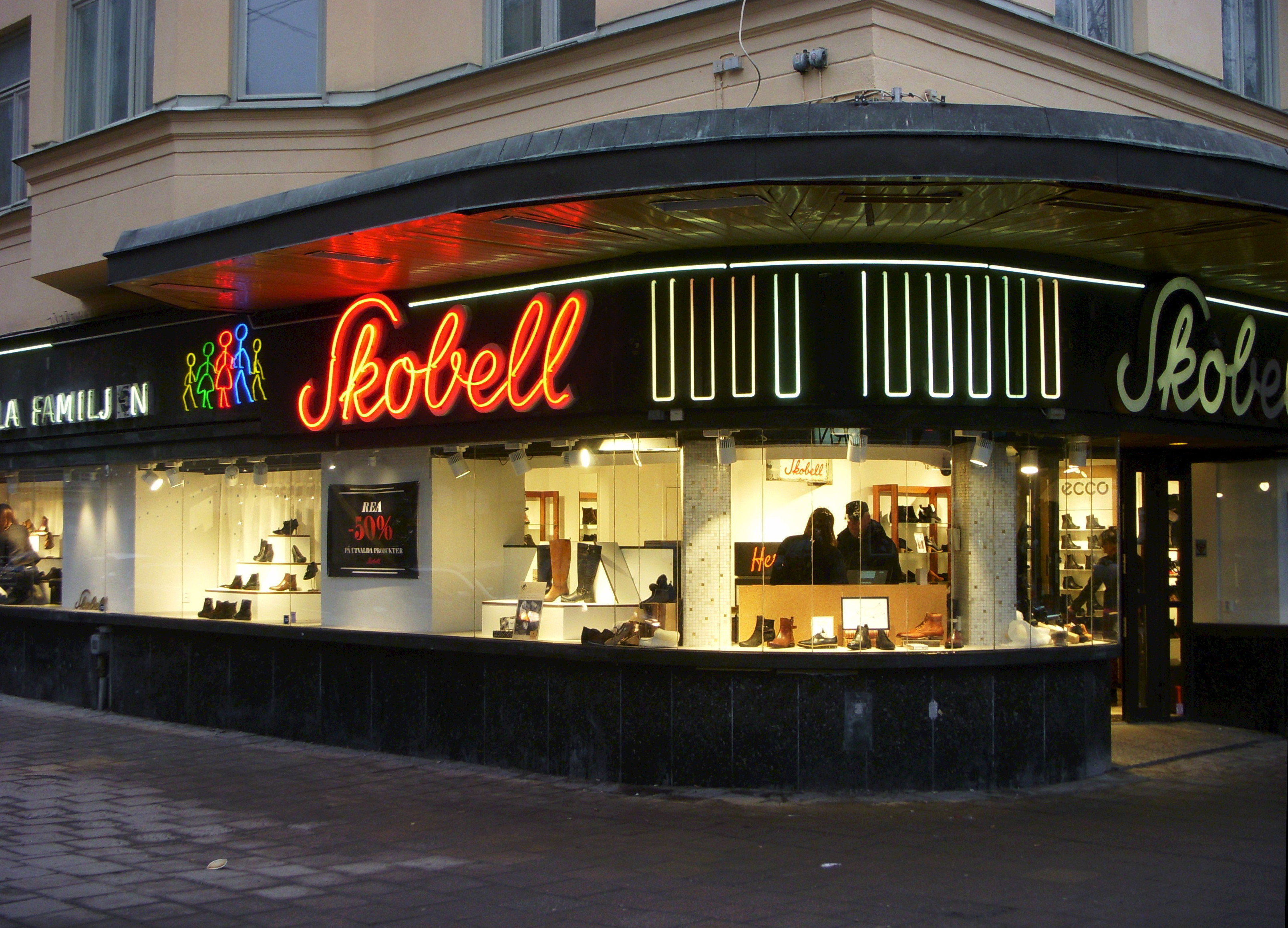
Skobell, Blekingegatan / Götgatan, 2017.

Skobell (även SkoBell) var en traditionsrik skobutikskedja i Stockholm som fanns mellan 1925 och 1994 under samma ägare, ”skohandlardrottningen” Blenda Margareta Törnqvist (1902–1998).

## Historik

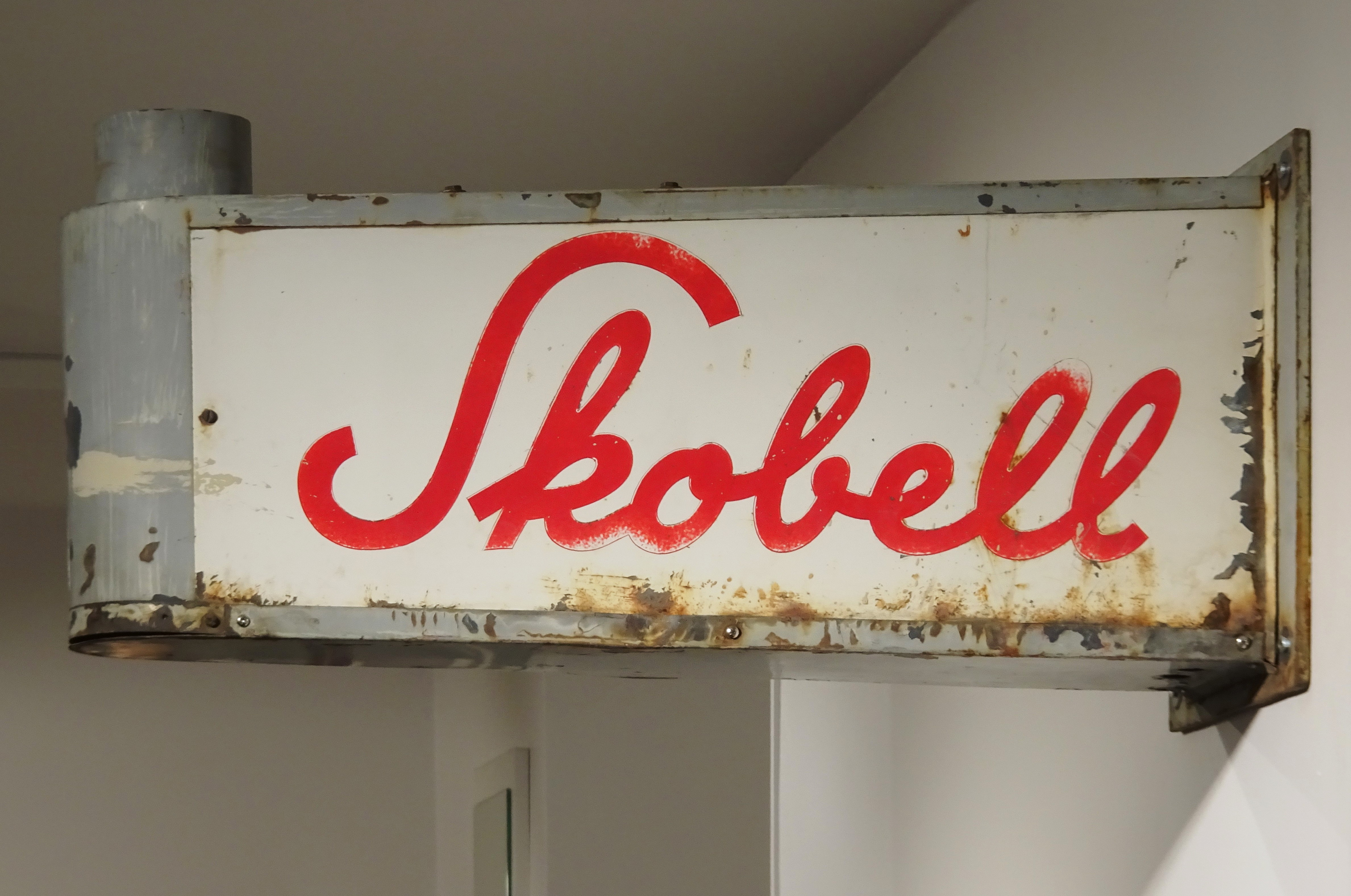
Äldre fasadskylt.

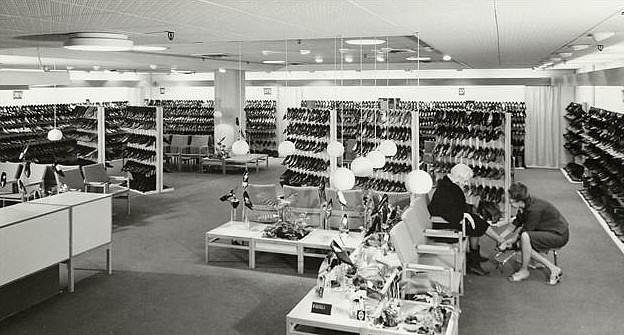
Sko-City i Hötorgscity, 1965.

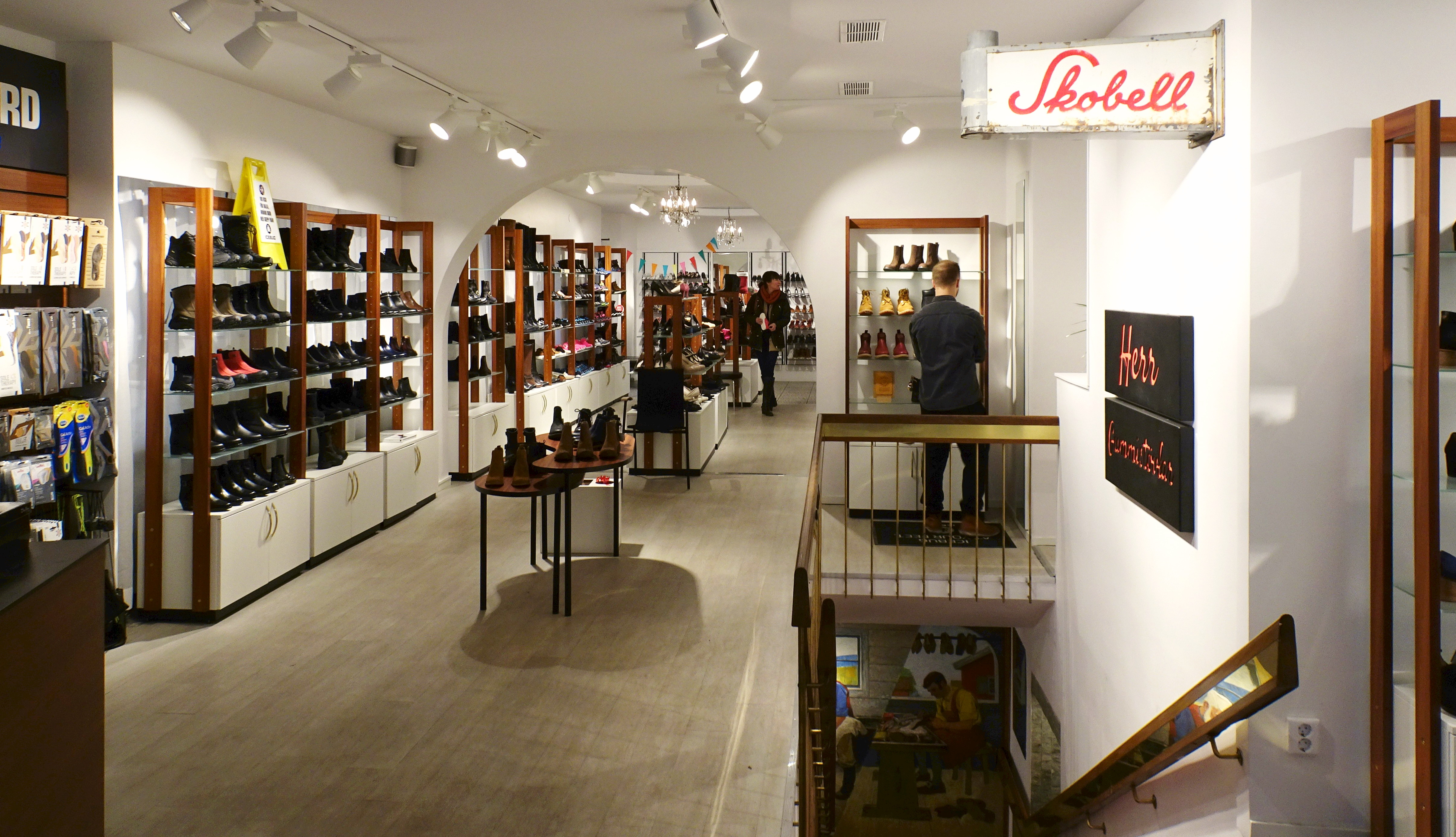
Skobell, Götgatan, 2017.

Skobell grundades i mitten av 1920-talet av Blenda Törnqvist (senare gift Lindkvist). Företagsnamnet är en omskrivning av hennes initialer B [be] och L [ell] med ordet Sko framför som blev till SkoBell. Efter en tid som anställd hos Nordsko-Löfsko förvärvade hon som 23-åring sin första skoaffär belägen på Sveavägen. 
Efter sju år lämnade hon butiken på Sveavägen och öppnade sin första butik vid Götgatan 77 på Södermalm. Inför utbrottet av andra världskriget 1939 köpte hon in allt hon kom över inklusive metervara för tillverkning av kängor och pjäxor som sedan såldes i hennes butiker. Som mest drev hon ett 20-tal skobutiker i Stockholm, de flesta under namnet SkoBell och alla med ett utvalt sortiment som konkurrenterna inte kunde visa upp. I det nybyggda Hötorgscity öppnade hon 1965 Sko-City. Bara på Götgatan hade hon som mest sex butiker. 
Den mest framgångsrika butiken var SkoBell i hörnhuset Götgatan 81 / Blekingegatan 38. Här fanns redan sedan 1930-talets början Mercedes skomagasin. På 1940-talet övertogs butikslokalerna av SkoBell och försäljningsytan utökades med lokaler i källarvåningen. För att bättre synas utåt lät SkoBell i början av 1960-talet bygga ett 35 meter långt, runt-hörn-gående skyltfönsterparti och installera en fantasifull neonskylt med texten: ”Skobell” , ”Skor för hela familjen”, ”Direkt till Skobell” och ett familjemotiv (pappa, mamma och tre barn) i färgglada neonrör. 1983 kompletterades entréfasaden med ett 35 meter långt skärmtak.
År 1994, då hon var 92 år gammal, hade Blenda Törnqvist sålt alla sina butiker. Hon intervjuades av etnologen Lars Kaijser på uppdrag av Köpmannaförbundet och Nordiska Museet inom ”Projekt Köpmannaminnen”. Intervjun anses utgöra ett mycket intressant källmaterial som bevaras av Nordiska Museets arkiv. Törnqvist var bosatt på Götgatan 81 och avled den 29 maj 1998. Hon fann sin sista vila på Norra begravningsplatsen.
Skoaffären i hörnet Götgatan / Blekingegatan finns alltjämt kvar under namnet Skobell, även neonreklamen utanför finns bevarad. Affären drivs numera av nya ägare som har ytterligare skobutiker i Stockholm, Ideal Skor på Hornsgatan och Skohornet i Södertälje.

## Bilder, neonreklamen vid Götgatan

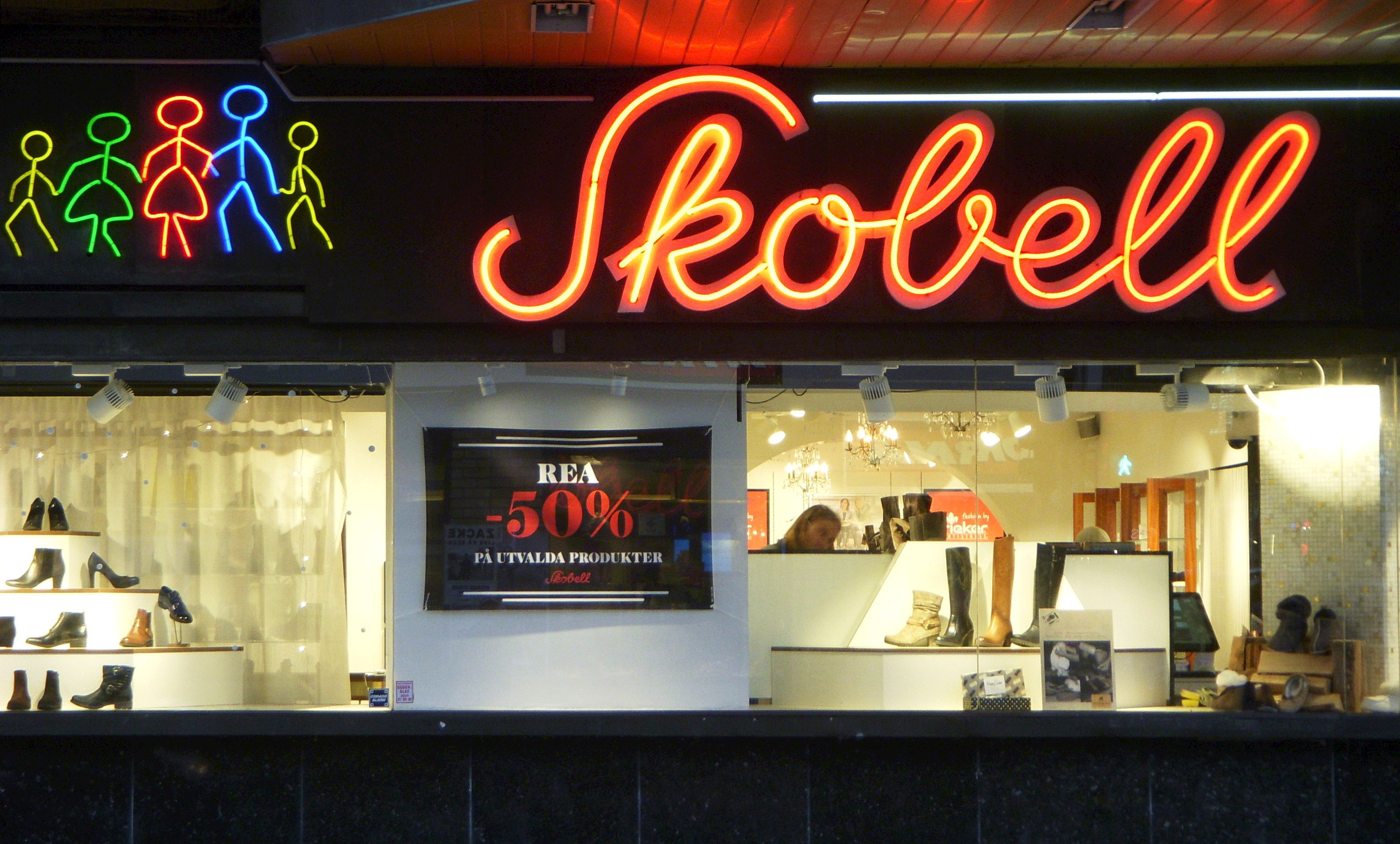
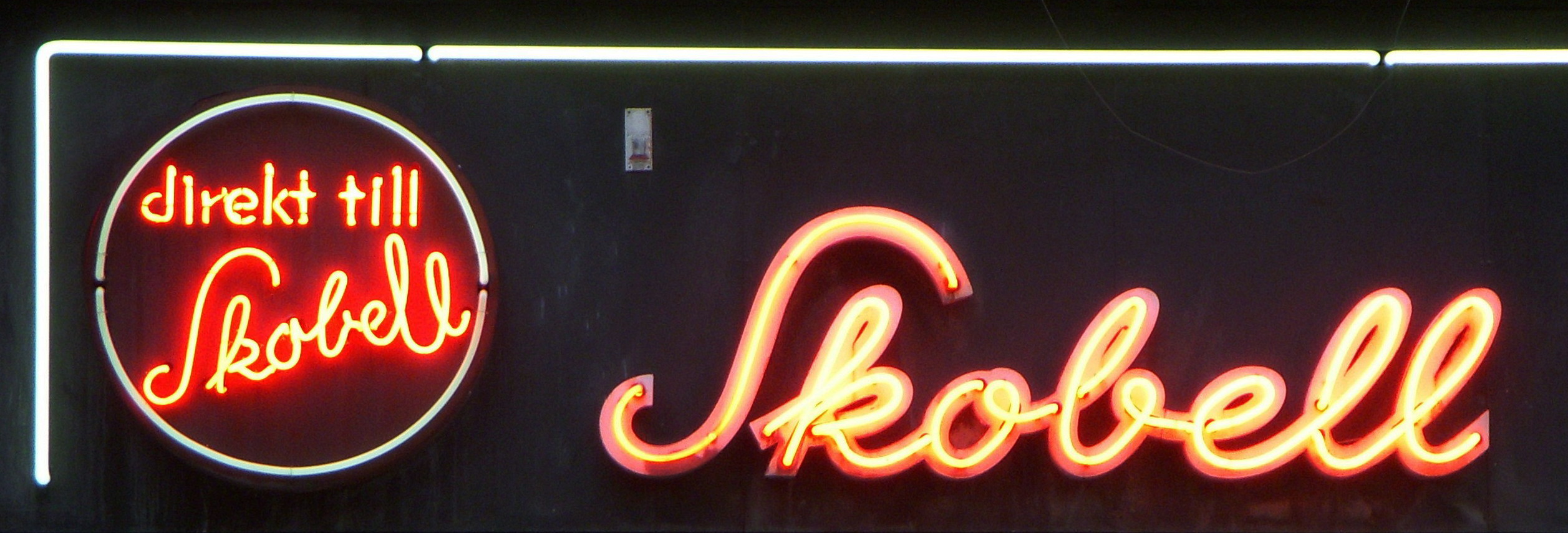
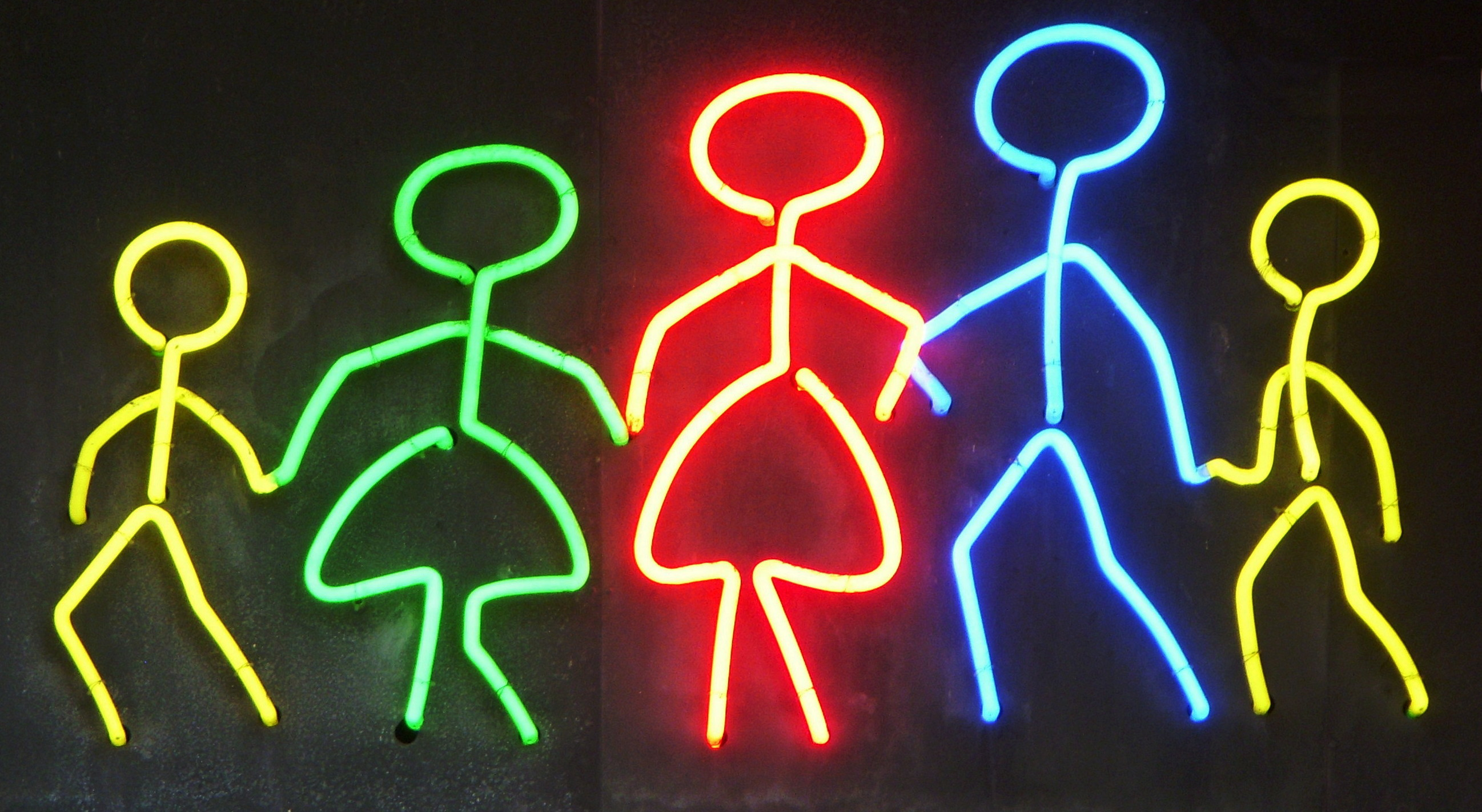